# 馳浩
馳 浩（はせ ひろし、1961年〈昭和36年〉5月5日 - ）は、日本の政治家、教育者（国語教師）、プロレスラー、アマチュアレスリング選手。石川県知事（1期）。日本維新の会顧問。旧姓は川辺。無所属。
1984年のロサンゼルスオリンピックレスリング代表を経てプロレスラーとなり、新日本プロレス・全日本プロレスなどで活躍した。1995年に参議院議員に当選し政界入り。2006年にプロレスラーを引退。政治家としては衆議院議員（7期）、文部科学副大臣（第3次小泉改造内閣）、文部科学大臣（第20代）などを歴任。妻はタレントの高見恭子。

## 来歴
1961年5月5日、富山県西礪波郡砺中町（現・小矢部市）西野尻地区興法寺の農家の三男として生まれ、小学3年進級時に親族であるリンゴ農家の馳家（石川県金沢市）の養子に入り、金沢市立千坂小学校、金沢市立鳴和中学校を卒業。1980年3月、星稜高等学校卒業。1984年3月、専修大学文学部国文学科卒業。卒業後、母校の星稜高等学校で国語科教員として教鞭を執った。当時担当した授業では、生徒の中に元プロ野球選手の湯上谷竑志がいた。1984年7月、ロサンゼルスオリンピックのレスリング・グレコローマンスタイルのライトヘビー級で出場、予選敗退した。1985年、ジャパンプロレスに入門。1987年 - 新日本プロレスに移籍。
1995年7月、自由民主党幹事長の森喜朗にスカウトされ、第17回参議院議員通常選挙に石川県選挙区から自由民主党の推薦を受けて無所属で立候補し、民主改革連合現職の粟森喬を破り初当選する。当初は会派「自由民主党・自由国民会議」、2か月後に正式に自由民主党所属国会議員となった。1996年11月、全日本プロレスに移籍する。2000年5月12日、衆議院総選挙立候補準備の為、参議院議員を辞職する。
2000年6月25日投開票の第42回衆議院議員総選挙に石川1区から立候補、民主党現職の奥田建を破り当選（奥田は比例復活）。2003年9月25日、文部科学大臣政務官に就任（2004年9月27日まで）。
2003年11月9日投開票の第43回衆議院議員総選挙で奥田に敗れるも比例復活で再選。
2005年9月11日投開票の第44回衆議院議員総選挙に重複立候補を行わず小選挙区のみで立候補、奥田を破り3選。2005年11月2日、文部科学副大臣に就任。2006年8月27日、両国国技館で引退試合を行い、プロレスラーを引退。2006年9月、自由民主党国会対策副委員長に就任。2007年7月15日、スタン・ハンセンPWF会長の退任に伴い、第3代PWF会長に就任。2007年8月、自民党副幹事長に就任。翌月に総裁が安倍晋三から福田康夫に交代したが引き続き留任した。2008年8月、自民党文部科学部会長に就任。同年9月10日、2008年自由民主党総裁選挙で小池百合子の推薦人になったことを理由に清和研の退会届を提出。しかし、小池が退会せずに立候補したことを理由に受理されず幹部預かりとなり、後に返却された。
2009年8月30日投開票の第45回衆議院議員総選挙で元職・奥田に敗れるも比例復活で4選。直後の2009年自由民主党総裁選挙で西村康稔の推薦人になった（首班指名で若林正俊支持）2012年9月、2012年自由民主党総裁選挙で町村信孝の推薦人になった（決選投票では安倍晋三を支持）。
2012年12月16日投開票の第46回衆議院議員総選挙で奥田を破り5選。2013年3月17日、PWF会長勇退を表明（後任はドリー・ファンク・ジュニア）。2014年9月、自由民主党広報本部長に就任。
2014年12月14日投開票の第47回衆議院議員総選挙で元職の田中美絵子を破り6選。2015年10月、第20代文部科学大臣就任（ - 2016年8月2日）。文科相在任中には文化庁の京都への移転に携わった。2016年5月14、15日、G7倉敷教育大臣会合で議長を務める。2017年4月、自由民主党石川県連会長に就任。同年8月、自由民主党教育再生実行本部長に就任。
2017年10月22日投開票の第48回衆議院議員総選挙で田中を破り7選。
2021年7月、任期満了に伴い2022年3月までに行われる石川県知事選挙への出馬を表明し、衆議院選挙に立候補しないことを表明した。
2022年3月13日の投開票の結果、元金沢市長の山野之義、元参議院議員の山田修路ら4候補を破り初当選を果たした。投票率は前回選挙より22%増の61.81%だった。同月27日に就任し、舛添要一以来となる大臣経験者の知事就任となった。
2022年9月9日、日本維新の会の顧問に就任したことが発表された。一方で維新へは入党しておらず、自民党籍のままとしている。
2024年1月1日16時11分、令和6年能登半島地震発生。16時45分頃、馳は自衛隊に災害派遣を要請。当時、新年祝賀の儀のため東京の自宅に帰省していた。災害派遣要請から15分後、自宅から直接首相官邸に入り情報収集にあたった。県庁での対応は副知事の徳田博が担当した。 1日夜、滞在していた首相官邸から内閣府調査チームのメンバーと共に自衛隊のヘリコプターで金沢駐屯地に向かった。

## 人物

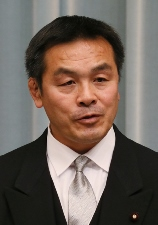
文部科学大臣就任時の会見にて（2015年10月、首相官邸）

- 専修大学レスリング部監督を務め、2020年11月現在は同部の名誉監督に就いている[23]。
- 受験雑誌『蛍雪時代』に古典講座の連載を持ち、それらをまとめた著書『「古典」簡単じゃないか：馳浩の手とり足とり日本語講座』（PHP研究所、1996年）を出版している。
- 高校教員免許（国語科・書道科）[1]、日本漢字能力検定2級所持[1]。
- 2015年、「いい夫婦 パートナー・オブ・ザ・イヤー 2015」を高見恭子とともに受賞[24]。
- ももいろクローバーZのファン[25]。
- プロレスラー時代、カナダへの遠征中にたばこを覚え、2015年時点で1日3本から5本程度喫煙をしている[26]。
- 森喜朗とは師弟関係にあたる[27]。

### 統一教会との関係
- 統一教会の集団結婚を兼ねた大会に祝電を送っていたことが2006年6月に報じられた[28]。
- 2022年7月26日に開かれた定例会見では「数多く団体からご支援をいただいている中のひとつ」と言いこれからについては「距離感を相談しながら判断していく必要があると思う」と答えた[29]。

## プロレスラーとして

### エピソード

#### ジャパンプロレス
1984年のロサンゼルスオリンピック代表という実績の下、鳴り物入りで1985年に大学の先輩でもある長州力のジャパンプロレスに入門。
1986年、新倉史祐とプエルトリコに遠征して2月28日プエルトリコ・カグアス・シティーアリーナにて対ミゲル・ペレス・ジュニア戦でデビュー。リングネームは「イロ・アセ」。スペイン語でHは発音しないため「hIRO hASE」となる。
若手時代、ミスター・ヒトのブッキングでカナダ・カルガリー地区（スチュ・ハート主宰のスタンピード・レスリング）に武者修行のため遠征していたことがあり、新倉史祐と組み「ベトコン・エクスプレス」として活動していた（当時のリングネームは「ベトコン・エクスプレス2号」）。当時のライバルはオーエン・ハート。

#### 新日本プロレス
1987年のジャパンプロレスの面々が新日本マットに登場した際に日本デビュー。日本デビュー戦では小林邦昭のIWGPジュニアヘビー級王座に挑戦し、勝利する。
バラエティー色を強くした『ギブUPまで待てない!!ワールドプロレスリング』にスタジオゲストで出演した際、司会の山田邦子が流血したレスラーの様子を見て「血なんかすぐ止まるもんなんですか？選手って言うのは？」と聞いたとき、馳が「おい、つまんない話聞くなよ。止まるわけないだろ」と反論した。この出来事は発言内容も含めて、「非礼な質問に対して馳がプロとして叱責した」もしくは「激怒するなど、大人げない対応をした」などと誤った解釈で広まったが、実際は一蹴したまでに過ぎず、直後の山田からの別の質問に対しては速やかに対応していた。しかしこのやり取りを見た番組サイドは、当時タレントとして圧倒的人気を博していた山田が「言葉の暴力」に遭うと言う場面として重く捉え、結果的に番組終了（『ワールドプロレスリング』としては継続）を決断する事に至ったと言う。山田は2020年に自身のYouTubeチャンネルでこの件を取り上げ、「新日本プロレスが嫌いになった」と噂されたり、今もなお詳細を尋ねられる事があるが、自身は全く気にしておらず、馳の妻である高見恭子や弟と交流を持ったり、馳を食事に誘った事もあったと述べ、むしろ前述の通り番組が終了した事によって多数のスタッフが仕事を失った事を指摘し、「馳先生も悪い事をしたと思っているなら謝ってくれればいいのに」、「（報道陣の前で）花束で一回殴らせてくださいよ!」と笑いを交えながら語っている。この動画をアップした1年後の2021年1月4日のプロレスリング・ノア後楽園ホール大会に馳が参戦。試合後、解説席にいた山田とグータッチを交わし、投げキスも見せているが、ここでもメディアは「34年ぶり歴史的和解」と報じている。
1989年にはボディガードとしてアントニオ猪木の選挙活動に参加。後に自身も国会議員となる契機の一つとなる。
1990年6月、後藤達俊のバックドロップを受けた試合後に昏倒し、一時心肺停止状態となる。一時はリングドクターにすら「助からない」と思われたが、2か月欠場した後に復帰した。しかし、これにより馳は臨死体験を経験し、偏頭痛などの後遺症が残っている。また、復帰後はショートタイツを黒から黄色に変えている。
1990年からは道場でコーチを務め、天山広吉や永田裕志など多くのレスラーを育てた。また、1992年からはマッチメークにも関わるようになる。
1995年7月の参院選で初当選した後はセミリタイア状態となった。

#### 全日本プロレス
1996年11月、全日本プロレスに移籍。マスコミの大方の予想がフリーでの参戦と思われていた中での出来事であった。プロレス興行には主に国会のない期間にスポット参戦している。2000年に全日本に所属する選手の大量離脱が起きた際もそれに追従せず、全日本に所属を続け、同年には武藤敬司らとユニットのBATTを結成するなど精力的に活動していた。
しかし、大臣政務官や副大臣など、徐々に要職につき始めるとリングに上がる機会が減っていき、2005年9月11日の衆議院選挙の当選（3選）と同時にプロレスラーとしての現役引退を表明（理由として靱帯断裂もある）した。
引退興行については武藤敬司が「全日で馳さんの引退興行を行いたい、新日では行わせたくない」と周辺に漏らしていた。また、2006年1月の武藤社長就任3周年記念パーティに馳が参加し、自ら「引退興行は本年中に全日本で行って欲しい」と嘆願、同年7月23日の地元金沢の興行を馳浩引退記念興行とし、8月27日の両国国技館大会で引退試合を行った。なお、7月23日の金沢大会はもともと挨拶だけの予定だったが、本来出場予定の佐々木健介が左眼窩底骨折で出場できなくなり、急遽代役として出場することとなった。
2006年8月27日、両国国技館にて小島聡、中嶋勝彦と組み"brother"YASSHI、諏訪魔、TARUを相手に引退試合を行い、ノーザンライトスープレックスホールドでYASSHIを下し、有終の美を飾った。なお、引退試合を元首相の森喜朗が観戦したが、YASSHIが「おい、そこの森! お腹の中、何か詰まってるな? お金か? このカス野郎！」と森に罵声を浴びせた上、森の失政を批判し唾を掛けた。さらに、場外乱闘に乗じてTARUが森を挑発したため、森もパイプ椅子を持って身構えるという事態が発生した。このとき観客から森コールが起こったものの、森のSPがTARUに抗議しつつ森を止めたため、憲政史上初となる総理大臣経験者のプロレス参戦は実現しなかった。試合後、記者団に対して森は「椅子？ パフォーマンスだよ」と苦笑いで語ったが、YASSHIに話が及ぶと「客に対して失礼だ」と激怒した。その後、馳は電話にもかかわらず森に土下座して謝罪したという。また、初代文部科学大臣だった同じ派閥の町村信孝大臣も来場し、森の横で観戦していたが、この試合中の顛末をにこやかに見ていた。引退セレモニーの花束贈呈順が森元内閣総理大臣、町村文部科学大臣、オーラスがミスター・ヒトだった。馳は「元総理、文部科学大臣を前座にして何でミスターヒトが大トリなんだ!? 俺にも立場がある」と冗談めかして述べた。
プロレスからの引退発表こそしたが、総理大臣としてSPを連れてリングに上がるのが夢だと話している。

#### 現役引退後
2017年7月26日に後楽園ホールで行われたプロレスリング・マスターズのメインの6人タッグに出場し11年ぶりにリング復帰を果たす。藤波辰爾、長州力とタッグを組み、グレート・ムタ、ザ・グレート・カブキ、TNTと対戦し勝利を収めた。その後も、プロレスリング・マスターズにて何度かリングに上がっている。
2021年1月4日に後楽園ホールで行われたプロレスリング・ノア「New Sunrise 2021」のメインの6人タッグに出場し1年4か月ぶりにリング復帰を果たす。潮崎豪、清宮海斗とタッグを組み、武藤敬司、丸藤正道、田中将斗と対戦し勝利を収めた。
2023年1月1日に日本武道館で行われたプロレスリング・ノアの試合に当日発表のXとしてサプライズ参戦。石川県知事就任後、そして自身の還暦初となる。藤田和之、ケンドーカシン、NOSAWA論外とタッグを組み、最後はノーザンライトスープレックスで勝利を挙げた。現職知事がレスラーとしてリングに上がったのは初めて。年末年始の知事職務休暇中の石川を離れての東京でリングに上がったが、現職知事が怪我をする懸念や雪などの災害対応における危機管理として知事としての公務に心配する声が出た。馳は「石川を離れる際は両副知事に対応をお願いし、危機管理監からも定期的に報告を受けていた」と危機管理上の問題はなかったとの認識を示し、「今は健康と日時の許す範囲でリングに上がっている」とし、また「私は死ぬまでプロレスラーだ」と発言した。

### タイトル歴
新日本プロレス
- IWGPジュニアヘビー級王座（第5代、第8代）
- IWGPタッグ王座（第13代、第17代、第15代、第24代）（w / 佐々木健介、武藤敬司）
- SG TAG LEAGUE優勝（1993年、1994年）（w / 武藤敬司）

WCW
- WCWインターナショナル世界ヘビー級王座

スタンピード・レスリング
- インターナショナルタッグ王座（カルガリー版）（w / 新倉史祐）

プロレス大賞
- 新人賞（1988年）
- 技能賞（1991年）

### 得意技
ノーザンライトスープレックス
馳の代名詞でもある技。別名は北斗原爆固め。ネーミングはカルガリーにかけたもの。現在では数多くのレスラーが繋ぎ技として使用するがこの技の元祖でもある馳も、頑なにフィニッシュとして使用するこだわりを見せていた。相手の両腕をクラッチして受身を取りづらくさせるのが馳流で、武藤にシャイニング・ウィザードの踏み台にされたことがある。
裏投げ
サンボ修行中に体得した技。馳の手によりプロレス界に持ち込まれた。相手の力量に応じて意図的に角度を調節しているが一流レスラーが相手となると正に扇を広げた様な形で頭から、時に垂直に叩き落とすこともあった。馳も「もっとも自信のある技」と語る。見た目は美しいが時に悲壮感が残る程の実際にかなり危険な技である。
ジャイアントスイング
レスラーの中でも随一の使い手であった。最高で60回転したことがあり、引退試合では馳の年齢と同じ45回転を達成した。
またジャイアントスイングを仕掛けた後腰を回すアピール（当時、人気レスラーだったリック・ルードの定番ムーブを模したもの）をしたり、タッグマッチでは相手のパートナーから攻撃されたりするのが（主にラリアット）定番のムーブとなっている。
一回転する度に観客が回転数を数えるのが恒例となっている。
逆水平チョップ（馳チョップ）
馳が連続で逆水平チョップを繰り出すと必ず逆に返されてピンチになるのがお決まり。どんなに試合を有利に進めてもこの技が出た瞬間に逆襲されている。「イヨッ!」の掛け声と共に自身はのけ反りながら踏み込み、チョップを打たない方の手は打った方の手と水平を保つ打ち方は馳独特である。
鎌固め
フェイスクラッシャー
裏STF
1993年のG1 CLIMAX準決勝で初公開しSTFの本家でもある蝶野正洋からギブアップを奪った。馳も、この試合の前日に飲み屋で飲んでいる時に思いついたという。
ダイビングニードロップ

### 入場テーマ曲
- Two Hearts/John Parr[53]

## 政治家として

### 政策
- 憲法改正と集団的自衛権の行使に賛成[54]。
- アベノミクスを評価する[54]。
- 原発は日本に必要[54]。
- 首相の靖国神社参拝は問題ない[54]。
- 村山談話を見直すべきでない[54]。
- 野田聖子の選択的夫婦別姓制度導入に賛成していた[55]。一方、2014年のアンケートでは、選択的夫婦別姓制度導入に反対[56]、と答えている。
- 漫画・アニメ・ゲーム・映画を規制する青少年健全育成基本法案の担当者として、13年以上この法案に関わっている[57]。
- 国会で「青少年の健全育成の為に表現規制は憲法上許される」として青少年健全育成基本法案に賛同した[58]。
- 2018年の時点で同性婚制度導入に反対[59]。

### 発言
- 2015年12月14日、東京五輪・パラリンピックのメイン会場予定となる新国立競技場のデザイン案について、森喜朗の発言に対して「（A案・B案）両方ともいい。本当にB案がいいって言ったの?」と、森の発言に驚いたと報道された[60]
- 2015年10月13日、文部科学大臣に就任してまもなくの記者会見で、教員時代に体罰を行っていたことを認め、「私に竹刀で殴られた高校生たちに謝罪をしたいと思う」と述べた上で、「体罰はあってはならない」と強調した[61]。
- 2016年、岐阜大学が卒業式などで国歌斉唱をしない方針を示したことを、馳浩文部科学相が「恥ずかしい」などと批判した[62]。この発言は、憲法学者などから撤回を求められるなど、批判を受けた[62]。
- 2016年8月2日、文科大臣を退任する時に「雨上がり、深呼吸して夏の空」と俳句を詠むと、当時事務次官だった前川喜平が「仰ぐ空、名残を惜しむ蝉の声」と返句。この句の冒頭は元々、元の句とそろえた「夏の空」だったが、それだと季語が二つになるとして馳が添削した[63]。

### 主張
- 2009年6月10日の衆議院文部科学委員会で、新しい歴史教科書をつくる会の『新編 新しい歴史教科書』（自由社）について、改正教育基本法を生かした唯一の教科書だと述べた。また、韓国が抗議声明を出すのは内政干渉だとし、教科書検定の近隣諸国条項や河野談話の見直しを訴えた。
- 社会保障について発生する諸問題には積極的に追及を行っている。2012年の通常国会では芸能人親族生活保護受給騒動について、お笑いコンビキングコングの梶原雄太が自宅マンションの隣に実兄を住まわせていたことを脱法行為として指摘している。
- 2015年7月7日、東京五輪・パラリンピック推進議員連盟事務局長として、国立競技場有識者会議（第6回）に出席した[64][65]。
- 2016年3月31日に東京ドームで開催された『ラブライブ!』出演声優によるユニット・μ'sのファイナルライブ「ラブライブ! μ's Final LoveLive!〜μ'sic Forever♪♪♪♪♪♪♪♪♪〜」に、新日本プロレスオーナー兼（アニメ製作委員会に参加している）ブシロード社長の木谷高明の招待で観覧し「ラブライバー大臣と呼んでください」と語った[66][67]。石川県知事就任後の2023年6月の記者会見では、金沢市を舞台とした『ラブライブ!蓮ノ空女学院スクールアイドルクラブ』と県のタイアップ企画を取り上げ、μ'sのライブについても「ペンライトを持って踊りましたがですね、あの一体感は本当に楽しかったですね」と触れた[68]。

### 不祥事
視察でのセクシャルハラスメント
2020年4月22日、虐待や性暴力の被害に遭った10代の女性らを支える一般社団法人「Colabo」が運営するバスカフェ「TsubomiCafe」を視察した際、事前連絡を大幅に超える人数で視察に訪れ、少女に対するセクシャルハラスメントがあったとして謝罪を求められた。馳議員含む視察に参加した国会議員らは「率直におわび申し上げたい」などと謝罪のコメントを出した。安倍首相も参院予算委員会で謝罪し、馳を電話で厳重注意した。団体代表の仁藤夢乃は4月26日現在謝罪どころか連絡もないとし、本人がブログでセクハラを全く意識に残っておりませんと記述したことについてセクハラを認めることや、一人ひとりから文書での謝罪を求めていることについての抗議と要望が無視されていることについて憤っている。
五輪汚職事件をめぐって
2023年11月17日の講演で、馳は2020年東京オリンピック招致活動中に国際オリンピック委員会委員に官房機密費を使い贈答品を送ったと発言。同日中に、「誤解を与えかねない不適切な発言だった」として撤回したが、その後の県議会では「撤回済み」を理由に同じ答弁を繰り返し、記者会見でも馳は説明を拒否した。また当時の馳のブログには贈答品を想起させる記述があり、馳はこれを事実と認めた。
政治資金パーティー収入の裏金問題
自民党派閥の政治資金パーティー収入の裏金問題に絡み、2024年1月21日、国会議員時代に所属していた清和政策研究会（安倍派）から2022年までの5年間で自身の政治団体に計819万円のキックバック（還流）を受けていたことを明らかにした。馳によると、派閥からキックバックされていた金額について、同月11日に安倍派の塩谷立座長から直接連絡があったという。議員時代の秘書に確認したところ、政治資金収支報告書への不記載が判明。秘書は一部を政治活動の旅費や通信費など事務所経費に支出したといい、馳に対し「清和研から収支報告書に記載しなくてもよいと聞いていたので、それに従い処理した」と説明したという。馳は「常々、適正に処理するよう指示してきた」と釈明した上で、「政治資金規正法にのっとり適切に処理されるべきもの。私の監督不行き届きだ」と話した。同年12月26日、東京地検特捜部は政治資金規正法違反の疑いで告発された馳を嫌疑不十分で不起訴とした。
違法政治献金問題
馳が代表を務める政党支部が石川県の補助金を受けていた金沢市内の企業から2012年から2013年にかけて232万円の献金を受けていたことが、2015年10月に判明した。全額を同月15日に返還した。政治資金規正法は、国から補助金の交付決定通知を受けた企業に1年間、政党（支部を含む）や資金管理団体への政治献金を禁じ、政治家がそれを知りつつ受け取った場合は違法。返金について、馳は「大臣という立場でもあり、誤解を招かないように返金した」と説明した。
会見拒否問題
2018年の知事選での公約の1つに月に一度、定例会見を開催することを挙げていた。2023年1月の定例記者会見で、石川テレビの記者が「年始の試合をニュースで取り上げたいと主催団体に映像を使えないか打診したが、馳知事が『石川テレビには貸せない』と言ったとのことだった。その意図は何か」と質問すると、馳は「石川テレビが制作した『裸のムラ』という商業映画は、私や県の職員の映像を無断で使用している。肖像権の取り扱いとして倫理的に納得できていない」と理由を述べた上で、「報道と地方公務員の肖像権の取り扱いは普遍的な問題」として来月の定例会見に石川テレビ社長・林寛子の出席を求めた。一方、石川テレビは2月中旬に「報道の目的である公共性、公益性にかんがみて特段の許諾は必要ない」と、林が定例会見に出席しない意向を明らかにした。3月以降、社長出席を再開条件に定例会見を開いていない。県政記者クラブに加盟する報道8社はこれを受けて定例会見の再開を求める申入書を作成したが、受け取りを拒否した。代わりに「県民に知らせたいことがある場合には随時、会見を開くことにした」として週に1回程度「県民会見」と名付けた会見を行っているが、県の都合がいい時にしか行われない懸念がある。馳は石川テレビ社長が浅忠史に交代後も引き続き出席を求めている。専門家やメディアからは一連の動きについて、問題の棚上げや知る権利の妨害、不当圧力という指摘がある。

### 所属団体・議員連盟
- 自民党たばこ議員連盟[96]
- 感染対策を資材と方法から考える超党派議員連盟[97]
- 神道政治連盟国会議員懇談会[98]
- みんなで靖国神社に参拝する国会議員の会[98]
- 親学推進議員連盟
- LGBTに関する課題を考える議員連盟 （会長、呼びかけ人）[99][100]
- 例外的に夫婦の別姓を実現させる会
- 恒久平和のために真相究明法の成立を目指す議員連盟
- 日朝国交正常化推進議員連盟
- 日朝友好議員連盟
- 日本教職員組合問題究明議員連盟
- マンガ・アニメ・ゲームに関する議員連盟（幹事長）
- TPP交渉における国益を守り抜く会
- ラグビーワールドカップ2019日本大会成功議員連盟
- 日本語教育推進議員連盟（事務局長）
- 格闘技振興議員連盟 (会長)

### 2022年7月現在の役職
（政治団体関係の役職を除く）
- 石川県知事
- 公益財団法人 日本レスリング協会 副会長
- 一般財団法人 日本ドッジボール協会 会長
- 一般社団法人 日本キンボールスポーツ連盟 名誉会長
- IRいしかわ鉄道株式会社 取締役会長

## 選挙歴
| 当落 | 選挙                     | 執行日         | 年齢 | 選挙区                  | 政党       | 得票数     | 得票率 | 定数 | 得票順位 /候補者数 | 政党内比例順位 /政党当選者数 |
| ---- | ------------------------ | -------------- | ---- | ----------------------- | ---------- | ---------- | ------ | ---- | ------------------ | ---------------------------- |
| 当   | 第17回参議院議員通常選挙 | 1995年07月23日 | 34   | 石川県選挙区            | 無所属     | 23万4283票 | 49.35% | 1    | 1/3                | /                            |
| 当   | 第42回衆議院議員総選挙   | 2000年06月25日 | 39   | 石川1区                 | 自由民主党 | 10万7179票 | 48.82% | 1    | 1/3                | /                            |
| 比当 | 第43回衆議院議員総選挙   | 2003年11月09日 | 42   | 比例北陸信越（石川1区） | 自由民主党 | 9万7075票  | 46.78% | 1    | 2/3                | 4/5                          |
| 当   | 第44回衆議院議員総選挙   | 2005年09月11日 | 44   | 石川1区                 | 自由民主党 | 12万9142票 | 53.73% | 1    | 1/3                | /                            |
| 比当 | 第45回衆議院議員総選挙   | 2009年08月30日 | 48   | 比例北陸信越（石川1区） | 自由民主党 | 11万7168票 | 45.85% | 1    | 2/4                | 3/4                          |
| 当   | 第46回衆議院議員総選挙   | 2012年12月16日 | 51   | 石川1区                 | 自由民主党 | 9万9544票  | 47.87% | 1    | 1/5                | /                            |
| 当   | 第47回衆議院議員総選挙   | 2014年12月14日 | 53   | 石川1区                 | 自由民主党 | 7万6422票  | 50.70% | 1    | 1/3                | /                            |
| 当   | 第48回衆議院議員総選挙   | 2017年10月22日 | 56   | 石川1区                 | 自由民主党 | 11万2168票 | 59.08% | 1    | 1/3                | /                            |
| 当   | 石川県知事選挙           | 2022年3月13日  | 60   | ー                      | 無所属     | 19万6432票 | 34.13% | 1    | 1/5                | /                            |

## 家族・親族
最初の妻であるサンボの格闘家、ビクトル古賀の娘とは離婚している。のちに、作家高見順の娘である女優の高見恭子と1994年に結婚している。妻恭子の家系の親族には永井荷風、小鳩くるみ、野村萬斎などがいる。子女には娘がいる。

## 著作
- 『君はまだプロレスを知らない』 PHP研究所 1994年3月（1996年2月文庫化）
- 『君は何と闘っているのか』 PHP研究所 1994年5月
- 『愛する人を守れますか』 PHP研究所 1995年1月
- 『感じたら走りだせ』 北国新聞社出版局 1996年4月
- 『「古典」簡単じゃないか』 PHP研究所 1996年4月
- 『闘いのゴングが聞こえているか』 馳浩 日本文芸社 1998年3月
- 『快刀乱筆』 北國新聞社 1999年3月
- 『馳浩の聞楽に源氏物語』 旺文社 1999年9月
- 『黒幕』佐々木健編集 きこ書房, 2002年5月
- 『教育政策の変遷と政治家の役割』ジェラルド・カーティス編 日本国際交流センター 2002年5月
- 『国会赤裸々白書』 エンターブレイン 2002年7月
- 花田義塾日本語研修会『元気の出る日本語』監修 扶桑社 2002年10月
- 『馳浩のやさしい教育論』 長崎出版 2003年8月
- 『森奥の呪縛』 北國新聞社 2006年1月
- 馳浩、自然派マガジン山女『季節感、あふれる情景白山麓』 ヤマメエンターテイメント 2006年7月
- 『ねじれ国会方程式 児童虐待防止法改正の舞台裏』 北國新聞社 2008年2月
- 『非常ベルは聞こえているか！！』 北國新聞社 2015年11月
- 『ほんとにもうひとこと多いこの男』北國新聞社 2018年10月

### 論文
- 国立情報学研究所収録論文 国立情報学研究所 2010年5月21日閲覧。

## 出演作
- 『キスがいっぱい』 - 細川ふみえ主演作
- 『闘龍伝』 - 原作：谷村ひとし
- 『闘龍伝2』
- 『マッスルストーム』